# Ruth Oesterreich

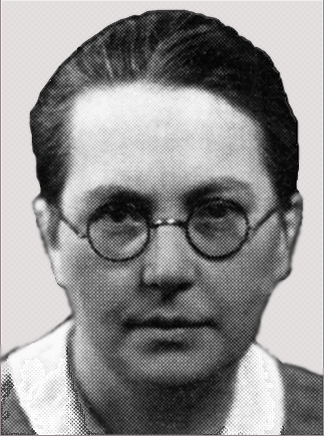
Ruth Oesterreich, Widerstand, hingerichtet in Berlin-Plötzensee

Ruth Oesterreich (* 6. Juni 1894 in Dresden; † 25. Juni 1943 in Berlin-Plötzensee) war eine deutsche kommunistische Widerstandskämpferin gegen den Nationalsozialismus.

## Leben
Seit frühester Jugend war Oesterreich Mitglied der sozialistischen Bewegung. Sie arbeitete als Redaktionssekretärin bei der „Dresdner Volkszeitung“, dann als Sekretärin im Westeuropäischen Büro der Komintern. Sie war bis 1928 Mitglied der KPD. Dort wandte sie sich gegen die Politik der Stalinisierung. 1929 trat sie der KPD-O bei. Dort war sie in der Leitung und Verwaltung der Verlagsgenossenschaft Arbeiterpresse tätig, die die Tageszeitung „Arbeiterpolitik“ herausgab. Mit der KPD-O-Minderheit ging sie Ende 1931 zur SAPD.
1933 musste sie mit ihrer jungen Tochter zuerst nach Prag emigrieren, wo sie zeitweise Sekretärin von Willi Schlamm war. Sie regte die Schaffung einer zentralen Hilfsstelle für deutsche Emigrantenkinder an und arbeitete in dieser mit. 1938 ging sie nach Paris und – da ihr die Aufenthaltserlaubnis verweigert wurde – weiter nach Brüssel. Trotz eigener wirtschaftlicher Not in der Emigration war sie hilfsbereit und politisch im Kampf gegen den Nationalsozialismus aktiv. So war sie mit in einer kleinen Gruppe tätig, um Waffenlieferungen – in der Zeit des Spanischen Bürgerkriegs – aus Deutschland nach Spanien ausfindig zu machen und diese zu verhindern.
Zusammen mit ihrer Tochter Ruth wurde sie am 21. April 1941 von der Gestapo in Brüssel verhaftet und nach Aachen und Karlsruhe gebracht. Während die Tochter freigelassen wurde, kam die Mutter nach Berlin und wurde vom 1. Senat des Volksgerichtshofs wegen Hochverrats zum Tode verurteilt. Am 25. Juni 1943 wurde sie im Strafgefängnis Berlin-Plötzensee hingerichtet.